# Twelfth Night
Twelfth Night er en amerikansk stumfilm fra 1910 af William V. Ranous.

## Medvirkende
- Julia Swayne Gordon som Olivia
- Charles Kent som Malvolio
- Florence Turner som Viola
- Edith Storey som Sebastian
- Tefft Johnson som Orsino